# Институт за здравствену заштиту мајке и детета Србије ,,Др Вукан Чупић’’
Институт за здравствену заштиту мајке и детета Србије „Др Вукан Чупић” је здравствени центар у Београду, који се налази на територији градске општине Нови Београд. Представља једну од највећих и најзначајнијих дечијих болница у региону. Основан је Декретом Владе Народне Републике Србије (тада дела ФНРЈ) 1950. године са циљем организовања и развијања националне мреже здравствених установа намењених женама генеративног доба, предшколској и школској деци.

## Опште информације
Декретом Владе Народне Републике Србије, 1950. године основан је данашњи Институт за здравствену заштиту мајке и детета Србије „Др Вукан Чупић” са циљем организовања и развијања националне мреже здравствених институција намењених женама генеративног доба, предшколској и школској деци.
Године 1993. и 1995, одлуком Министарства здравља Републике Србије, Институт постаје национална референтна установа за здравствену заштиту жена генеративног доба, предшколске и школске деце.
Носи име по Вукану Чупићу, српском лекару и дугогодишњем директору ове институције. 
Институт чини седам организационих целина, а оне су:
- Педијатријска клиника
- Клиника за дечју хирургију
- Служба за хуману репродукцију
- Републички центар за планирање породице
- Служба за научно-истраживачку и образовну делатност
- Служба за организацију, планирање, евалуацију и медицинску информатику
- Служба за не-медицинске послове

Институт се на данашњој локацији налази од 1974. године. Институт је наставна база Медицинског факултета у Београду за будуће лекаре опште праксе, педијатре, дечије хирурге, гинекологе и анестезиологе. На челу Етичког одбора Института је др Катарина Седлецки, гинеколог-акушер из Републичког центра за планирање породице.
На челу Управног одбора Института је др Душан Јовановић, хирург са Клинике за ургентну хирургију Клиничког центра Србије. На челу Надзорног одбора Института је Милош Чавић, правник из Службе правних, кадровских и општих послова.
Директор Института је доц. др Радоје Симић, дечији хирург. Он је уједно и начелник Одељења за пластичну и реконструктивну хирургију и опекотине. Заменик директора Института је проф. др Владислав Вукомановић, педијатар и кардиолог, управник Педијатријске клинике и шеф Одсека за инвазивну дијагностику и интервентну кардиологију са Одељења за испитивање и лечење болести срца и крвних судова.

## Директори
Неки од директора Института за мајку и дете:
- др Властимир Ивковић, педијатар (1950—1951)
- др Милош Бајшански, педијатар (1951—1953)
- проф. др Вукан Чупић, педијатар и дечији хирург (1953—1981)
- прим. др Драгутин Тричковић, дечији хирург и уролог (2004—2013)
- проф. др Радован Богдановић, педијатар (2013—2016)
- доц. др Радоје Симић, дечији хирург (2016— )